# Toyoides albipennis
Toyoides albipennis är en insektsart som beskrevs av Matsumura 1935. Toyoides albipennis ingår i släktet Toyoides och familjen sporrstritar. Inga underarter finns listade i Catalogue of Life.